# Georges Jacob
Georges Jacob, född 1739, död 1814, var en fransk möbelsnickare. 
Jacob blev mästare 1765, kunglig hovleverantör 1790, och utförde för de kungliga slotten och hovet ett flertal inredningar samt 1789-90 för konstnären Jacques-Louis David efter dennes ritningar möblerna till hans ateljé, vilka blev förebilder för samtiden. 1793 gjorde Jacob inredningen till konventets nya sessionssal i Tuilerierna efter ritning av arkitekterna Charles Percier och Pierre Francois Leonard Fontaine i strängt antikiserande stil. Under revolutionsoroligheterna lyckades Jacob bevara sin ställning men överlämnade 1796 verkstaden till sönerna Georges Jacob och François Honoré Georges Jacob (1770-1841). 
Sedan den äldre sonen avlidit 1803 rekonstruerades dock firman och Georges Jacob trädde in i firman med sin son som administrativ kompanjon, med rätt att ge råd och ha synpunkter på tillverkningen.
Jacob, som började sin verksamhet i rokoko, följde utvecklingen under Ludvig XIV-stilen och bidrog verksamt till skapandet av den strängare klassicistiska stil, som blev direktoarstilen. Han i denna stil utförda trämöbler utmärks av släta polerade träytor, ofta i mahogny, med en sparsamt förgylld ornering. är representerad vid bland annat Nationalmuseum i Stockholm.